# 弗列拉德瓦尔韦尔德
弗列拉德瓦尔韦尔德，是西班牙卡斯蒂利亚-莱昂萨莫拉省的一个市镇。 总面积20平方公里，总人口260人（2001年），人口密度13人/平方公里。